# Schevat
Schevat (hebräisch שבט) ist der fünfte Monat nach dem „bürgerlichen“ jüdischen Kalender und der elfte Monat nach dem „religiösen“ Kalender. Er dauert stets 30 Tage. Nach dem gregorianischen Kalender beginnt der Schevat Mitte Januar.
Die Bezeichnung „Schevat“ stammt aus dem Akkadischen und bedeutet Stamm oder Stab. Im Tanach ist der Monatsname einmal belegt:

„Am vierundzwanzigsten Tage des elften Monats – das ist der Monat Schebat – im zweiten Jahr des Königs Darius geschah das Wort des HERRN zu Sacharja, dem Sohn Berechjas, des Sohnes Iddos, dem Propheten“

Nach der jüdischen Tradition fällt in den Monat Schevat das Neujahrsfest der Bäume. Nach Meinung des Hauses Schammai fällt es auf den 1. Schewat, nach Meinung des Hauses Hillel auf den 15. des Monats (vgl. Mischna Rosch ha-Schana 1,1). Letztere Meinung ist traditionsbestimmend geworden.